# 苏联国防部
苏联国防部，是苏联部长会议的组成部门，主管苏联武装力量与军事部门。国防部大楼位于莫斯科市阿尔巴特广场，建于1940年代，1980年代加以改建。1991年12月随着苏联解体而解散，由新成立的俄罗斯联邦国防部继承。

## 组织架构
- 国防部长
- 国防部第一副部长兼总参谋长
- 国防部第一副部长兼华沙条约联合武装力量总司令：历任伊万·斯捷潘诺维奇·科涅夫苏联元帅、安德烈·安东诺维奇·格列奇科苏联元帅、伊万·伊格纳季耶维奇·雅库鲍夫斯基苏联元帅、维克托·格奥尔基耶维奇·库利科夫苏联元帅、彼得·格奥尔吉耶维奇·卢舍夫大将
- 国防部第一副部长（主管国防部日常事务）
- 国防部副部长兼战略火箭军总司令：历任米特罗凡·伊万诺维奇·涅杰林炮兵主帅、基里尔·谢苗诺维奇·莫斯卡连科苏联元帅、谢尔盖·谢苗诺维奇·比留佐夫、尼古拉·伊万诺维奇·克雷洛夫、弗拉基米尔·费奥多罗维奇·托卢勃科大将/炮兵主帅、尤里·帕弗洛维奇·马克西莫夫大将。
- 国防部副部长兼陆军总司令：历任罗季翁·雅科夫列维奇·马利诺夫斯基苏联元帅、安德烈·安东诺维奇·格列奇科苏联元帅、瓦西里·伊万诺维奇·崔可夫苏联元帅、伊万·格里戈里耶维奇·巴甫洛夫斯基大将、瓦西里·伊万诺维奇·彼得罗夫大将/苏联元帅、叶甫根尼·菲利波维奇·伊万诺夫斯基大将、瓦连京·伊万诺维奇·瓦连尼科夫大将、弗拉基米尔·马戈梅多维奇·谢苗诺夫陆军上将
- 国防部副部长兼国土防空军总司令：历任列昂尼德·亚历山德罗维奇·戈沃罗夫苏联元帅、谢尔盖·谢苗诺维奇·比留佐夫苏联元帅、弗拉基米尔·亚历山德罗维奇·苏杰茨空军元帅、帕维尔·费多罗维奇·巴季茨基大将/苏联元帅）、亚历山大·伊万诺维奇·科尔杜诺夫空军元帅/空军主帅）、伊万·莫伊谢耶维奇·特列季亚克大将、维克托·阿列克谢耶维奇·普鲁德尼科夫空军上将
- 国防部副部长兼空军总司令：历任帕维尔·费多洛维奇·日加列夫空军上将/空军元帅/空军主帅、康斯坦丁·安德烈耶维奇·韦尔希宁空军元帅/空军主帅、帕维尔·斯捷潘诺维奇·库塔霍夫空军元帅/空军主帅、亚历山大·尼古拉耶维奇·叶菲莫夫空军元帅、叶夫根尼·伊万诺维奇·沙波什尼科夫空军上将/空军元帅、彼得·斯捷潘诺维奇·杰伊涅金空军上将
- 国防部副部长兼海军总司令：尼古拉·格拉西莫维奇·库兹涅佐夫苏联海军元帅、谢尔盖·格奥尔吉耶维奇·戈尔什科夫海军上将\海军元帅\苏联海军元帅、弗拉基米尔·尼古拉耶维奇·切尔纳温海军元帅
- 西部集群总司令：瓦西里·伊万诺维奇·崔可夫大将、安德烈·安东诺维奇·格列奇科大将/苏联元帅、马特维·瓦西里耶维奇·扎哈罗夫大将/苏联元帅、伊万·伊格纳季耶维奇·雅库鲍夫斯基上将、伊万·斯捷潘诺维奇·科涅夫苏联元帅、伊万·伊格纳季耶维奇·雅库鲍夫斯基上将/大将、彼得·基里洛维奇·科舍沃伊大将/苏联元帅、维克托·格奥尔吉耶维奇·库利科夫上将/大将）、谢苗·康斯坦丁诺维奇·库尔科特金上将、叶甫根尼·菲利波维奇·伊万诺夫斯基上将/大将、彼得·格奥尔吉耶维奇·卢舍夫大将、瓦西里·亚历山德罗维奇·别利科夫大将、鲍里斯·瓦西里耶维奇·斯涅特科夫大将、斯坦尼斯拉夫·伊万诺维奇·波斯特尼科夫大将
- 西方战区总司令：辖波罗的海沿岸军区和白俄罗斯军区、驻波兰、民主德国和捷克斯洛伐克军队集群,波罗的海舰队。历任尼古拉·瓦西里耶维奇·奥加尔科夫苏联元帅、斯坦尼斯拉夫·伊万诺维奇·波斯特尼科夫大将兼西方集群总司令
- 西南战区总司令：设在基什尼奥夫。辖喀尔巴阡军区、基辅军区、敖德萨军区、驻匈牙利军队集群和黑海舰队。伊凡·亚历山德罗维奇·格拉西莫夫大将
- 南方战区总司令：驻巴库。辖中亚、土耳其斯坦、南高加索和北高加索四个军区和驻阿富汗部队。米哈伊尔·米特罗法诺维奇·扎伊采夫大将、尼古拉·伊万诺维奇·波波夫大将
- 远东战区总司令：驻伊尔库茨克。辖西伯利亚、后贝加尔和远东三个军区、驻蒙古部队、太平洋舰队。弗拉基米尔·列昂尼多维奇·戈沃罗夫大将、伊万·莫伊谢耶维奇·特列季亚克大将

## 歷任国防部长（1953年－1991年）
| No. | 姓名                             | 肖像 | 生卒年月   | 军衔     | 任期           | 任期           | 注释 |
| No. | 姓名                             | 肖像 | 生卒年月   | 军衔     | 上任           | 卸任           | 注释 |
| --- | -------------------------------- | ---- | ---------- | -------- | -------------- | -------------- | ---- |
| 1   | 尼古拉·亞歷山德羅維奇·布爾加寧   |      | 1895－1975 | 苏联元帅 | 1953年3月15日  | 1955年2月9日   |      |
| 2   | 格奥尔基·康斯坦丁诺维奇·朱可夫   |      | 1896－1974 | 苏联元帅 | 1955年2月9日   | 1957年10月26日 |      |
| 3   | 羅季翁·雅科夫列維奇·馬利諾夫斯基 |      | 1898－1967 | 苏联元帅 | 1957年10月26日 | 1967年3月31日  |      |
| 4   | 安德烈·安东诺维奇·格列奇科       |      | 1903－1976 | 苏联元帅 | 1967年4月12日  | 1976年4月2日   |      |
| 5   | 德米特里·费奥多罗维奇·乌斯季诺夫 |      | 1908－1984 | 苏联元帅 | 1976年7月30日  | 1984年12月20日 |      |
| 6   | 谢尔盖·列昂尼德维奇·索科洛夫     |      | 1911－2012 | 苏联元帅 | 1984年12月2日  | 1987年5月30日  |      |
| 7   | 德米特里·季莫费耶维奇·亚佐夫     |      | 1924－2020 | 苏联元帅 | 1987年5月30日  | 1991年8月23日  |      |
| 8   | 叶夫根尼·伊万诺维奇·沙波什尼科夫 |      | 1942－2020 | 空军元帅 | 1991年8月23日  | 1991年12月21日 |      |